# 贝宁青铜器

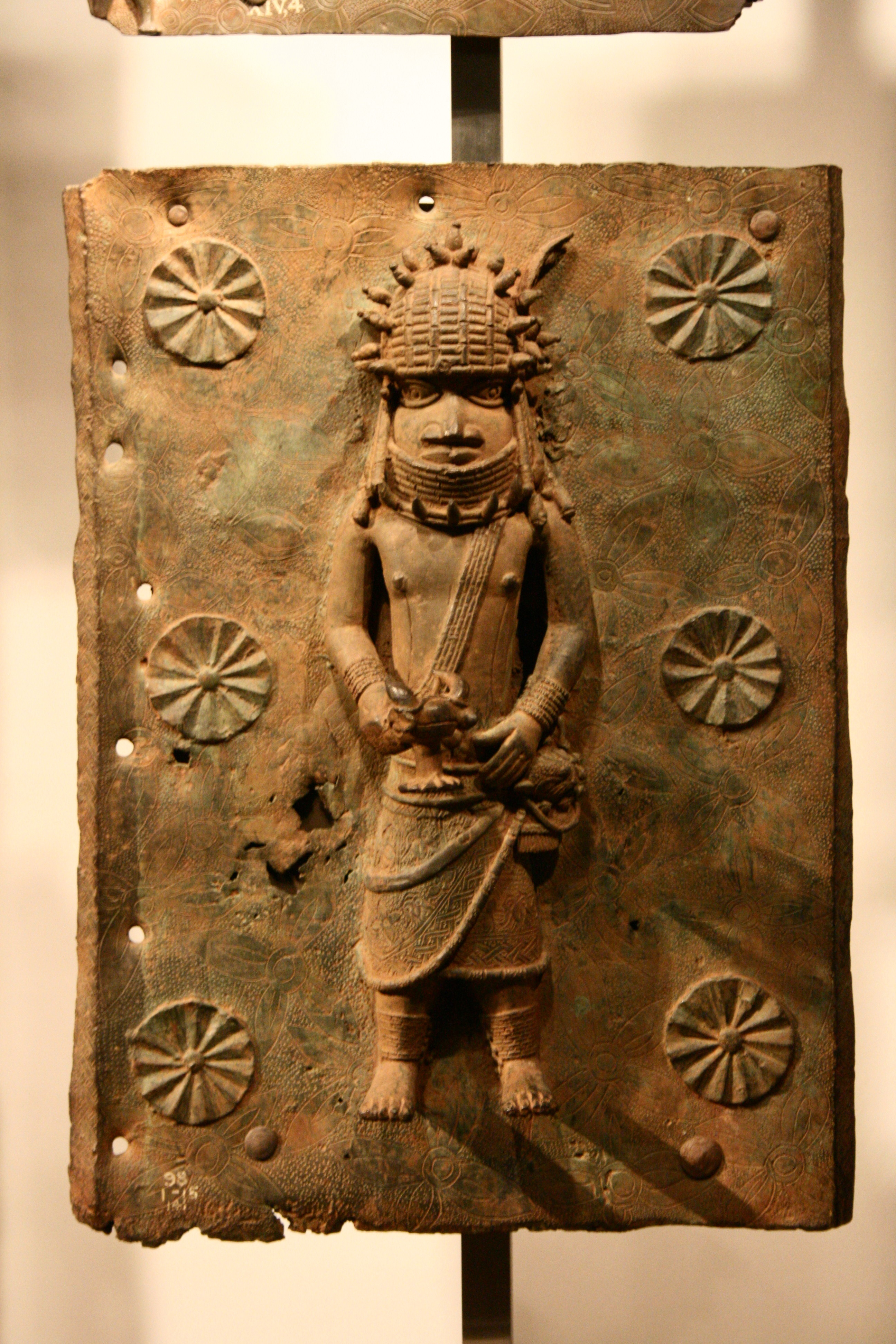
大英博物馆展出的贝宁青铜牌匾

贝宁青铜器是指貝寧帝國時期的雕塑和青銅器。这些作品大多由成分不同的黄铜製成。贝宁青铜器由埃多人於13世纪开始创作。
1897年貝寧遠征後，贝宁青铜器被英国军队洗劫一空。200件贝宁青铜器被大英博物馆收藏，其余的则被送往其他欧洲博物馆。2021年10月27日，剑桥大学耶稣学院和法国凯布朗利博物馆分别向尼日利亚和贝宁归还一些贝宁青铜器。10月28日，阿伯丁大学向尼日利亚代表团归还一件贝宁青铜雕像。德国也決定從2022年开始归还其博物馆收藏的贝宁青铜器。